# ハープ、フルート、ヴァイオリン、ヴィオラとチェロのための五重奏曲
ハープ、フルート、ヴァイオリン、ヴィオラとチェロのための五重奏曲（仏: Quintette pour harpe, flûte, violon, alto et violoncelle）は、ジャン・クラが1928年に作曲した室内楽曲である。ハープ奏者のピエール・ジャメが加入していたパリ器楽五重奏団（Quintette instrumental de Paris）の依頼で作曲された。
1930年5月17日、国民音楽協会演奏会にて同団体により初演され、好評をもって迎えられた。作品は各メンバーに献呈されている。
なお、ハープの代わりにピアノを、フルートの代わりにヴァイオリンを使用してピアノ五重奏（ピアノおよび弦楽四重奏）でも演奏可能である（1923年に作曲されたピアノ五重奏曲（Quintette pour piano et quatuor à cordes）は別作品である）。 

## 作品

### 背景
パリ器楽五重奏団はハープ、フルート、ヴァイオリン、ヴィオラ、チェロの5人で編成されており、楽器構成はこれに基づいている。クラは、1925年に『ハープのための2つの即興曲』（Deux Impromptus pour harpe）を、1927年にフルートとハープのための『二重奏による組曲』（Suite en duo）を、いずれも同団体メンバーであるジャメとフルート奏者のルネ・ル・ロワのために作曲していた。本作はジャメおよび同団体によって委嘱された3作品のひとつである。 

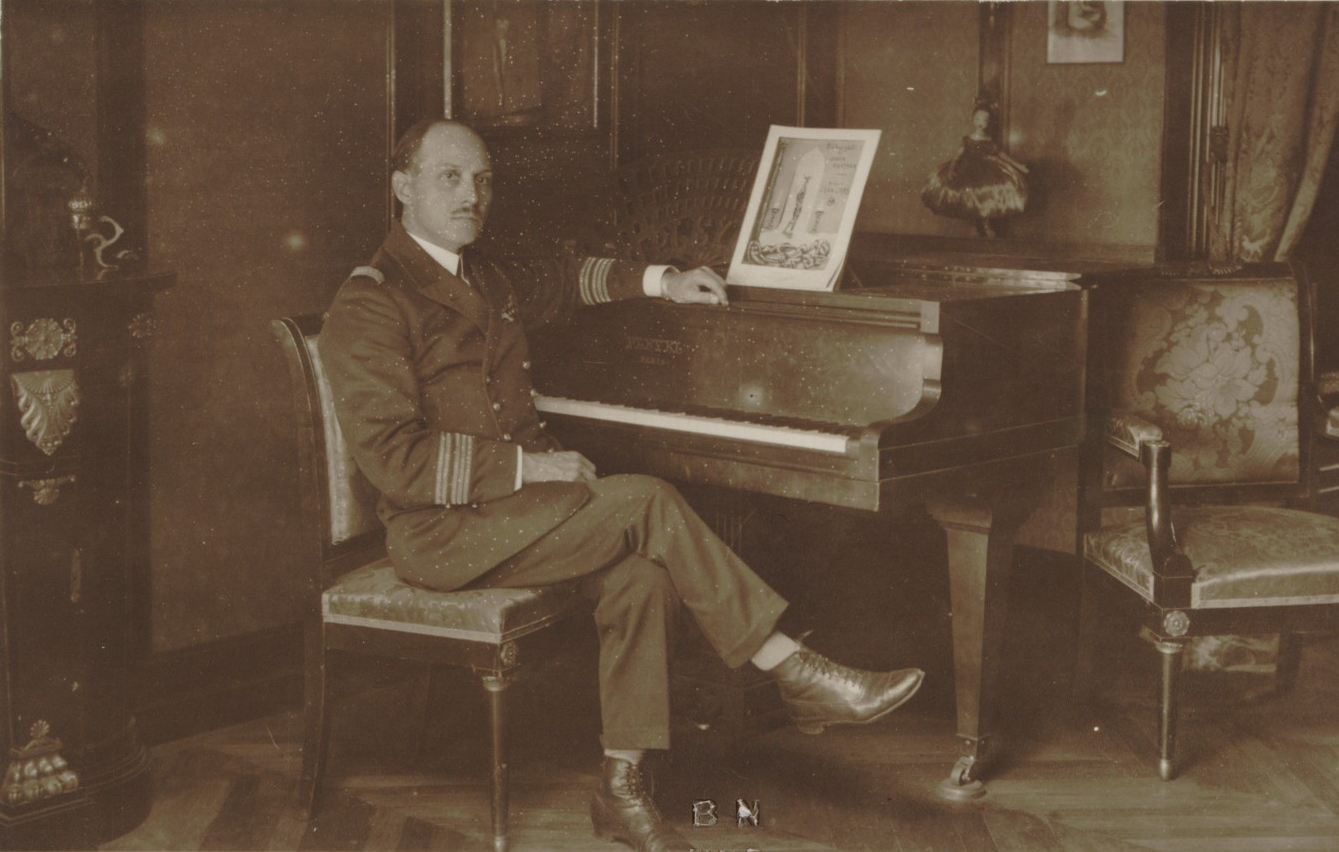
船室内のピアノに座るジャン・クラ艦長（1930年撮影）

海軍士官を本職としたクラは、船室にピアノを持込み、船内で多くの作品を作曲していた。同曲も1927年から1928年まで艦長を務めていた戦艦プロヴァンスの船内で作曲された（出版譜の末尾に「1928年4月9日、トゥーロン、戦艦プロヴァンスに搭乗して」と記されている）。

### 楽曲構成
五音音階による4つの音で構成された主題をもとに継続的な〔主題〕変容の精神により全曲が展開され、民謡風の舞曲（第2楽章など）が挿入される。揺れ動く波を連想させるハープのアルペジオや異国情緒ある民謡風の旋律は、海と航海による旅の記憶に着想を得た印象主義音楽的な作品と評されることがある。
しかし、クラ自身が「概要（Précis）」と呼んでいた未発表の作品メモによると、舞曲を思わせる部分も文学的なテーマはなく、純粋に音楽的なインスピレーションに基づいており、この作品はコンチェルタートの様式で作曲した、と記している。
以下の4つの楽章で構成されている。演奏時間は約20分。
1. Assez animé（十分に生き生きと）
2. Animé（生き生きと）
3. Assez lent sans traîner（十分に遅く、ただし遅れずに）
4. Très animé（非常に生き生きと）